# Knez Igor (opera)
Knez Igor (rusko Князь Игорь, Knyaz' Igor) je opera ruskega skladatelja Aleksandra Porfirjeviča Borodina, napisana v štirih dejanih s prologom.
Snov za uglasbitev je najstarejši ruski ep Pesem o Igorjevem pohodu, ki opisuje pohod Igorja Svjatoslaviča (severski knez) proti azijskemu ljudstvu Polovci (slov. Kumáni) v letu 1185.
Opero mnogi obravnavajo kot Borodinovo najpomembnejše delo in kot eno najpomembnejših ruskih zgodovinskih oper. Del te opere je tudi balet Polovski plesi, ki so pogosto izvajani kot samostojna orkestrska skladba - in so verjetno najbolj znano Borodinovo delo. Žal je Borodin ob svoji smrti leta 1887 zapustil opero (tako kot nekaj drugih del) nedokončano. Dokončala sta jo Rimski-Korsakov in Glazunov.
Krstna izvedba je bila v Sankt Peterburgu 23. oktobra (4. novembra, po starem ruskem koledarju) 1890.

## Vsebina
Čas: Leto 1185
Kraj: Mesto Putivl (prolog, 1. in 4. dejanje); polovski tabor (2. in 3. dejanje)
Opomba: Borodinova končna odločitev o vrstnem redu prvih dveh dejanj je nejasna. Spodaj je predstavljeno utečeno zaporedje scen. V številnih uprizoritvah se 3. dejanje izpusti. V novi glasbeni in režijski postavitvi Ljubljanske opere s premiero leta 2007 so  Polovski plesi in Vladimirjeva poroka (tej za spremembo od originala prisostvuje tudi Jaroslavna) prestavljeni na konec.

### Prolog
Pred Igorjevim pohodom (znamenje z nebes)
Knez Igor zbira vojsko za pohod na Polovce, poganske nomade, ki si jih želi podrediti in s tem okrepiti svoj sloves in moč. Ljudstvo moli za Igorjevo zmago. Ta je pripravljen za zmago poleg svojega življenja zastaviti še življenja najbližjih, tudi sina Vladimirja. Nenadoma se zaradi sončevega mrka stemni. Mnogi si pojav razlagajo kot slabo znamenje. Čeprav Igorjeva žena Jaroslavna roti Igorja naj ostane doma, ta vojaškega pohoda ne prekliče. Poslovi se od nje in jo tolaži, naj ne skrbi, temveč naj čaka na vest o zmagi. Zaupa jo v skrbi bratu, knezu Vladimirju Galickemu. Po blagoslovu se odpravi v boj.

### Prvo dejanje
Zabava na dvoru Vladimirja Galickega
Galicki priredi razsipno zabavo. Čeprav nima veliko moči, Galicki načrtuje, da bo Jaroslavno poslal v samostan in na prestolu izrinil Igorja ter Putivelju vladal veselo. Na dvor pridrvijo dekleta, ki prosijo kneza Galickega, naj izpusti njihovo družico, ki so jo za zabavo ugrabil njegovi možje. Galicki dekleta brezčutno spodi. Pijančevanje je na vrhuncu, pobegla vojaka Skula in Jeruška pa skupaj s pijano družbo poveličujeta zli načrt.
Palača Jaroslavne
Jaroslavno preganjajo temne slutnje na poraz Igorja. Dolgo že namreč ni dobila nobene vesti o Igorju in Vladimirju, Galicki pa s svojo jezo podpihuje njen nemir. Njeno smiljenje prekinejo dekleta, izgnana z dvora Galickega. Sprva se obotavljajo, nato pa jo obupano prosijo za pomoč in zaščito pred knezom Galickim. Jaroslavni, navkljub suverenemu nastopu, ne uspe spametovati kneza, ki jo grobo zavrne. Na vrhuncu dogajanja se vrnejo bojarji. Jaroslavna si odahne in pričakuje dobro novico. Razočarajo jo. Prihajajo s slabo novico o Igorjevem porazu in napadu Polovcev na Rusijo. Medtem ko Jaroslavna želi od bojarjev izvedeti čim več, Galicki podžiga upor, ki ga prekinejo zvonovi - Polovci so pred obzidjem. Bojarji in ljudstvo so odločeni, da bodo obranili svojo mesto pred sovražnikom.

### Drugo dejanje
Noč v polovskem taboru
Končakova in Vladimir  se ne moreta sprijazniti na misel o ločitvi. Vladimir obupa in pobegne, tako kot malo prej njegov oče (knez Igor), vendar ga kmalu ujamejo, tako da se poroči s Kanovo hčerko. Na poroko pride tudi knez Igor s svojo ženo. Sledijo slavni polovski plesi.

### Tretje dejanje
Polovski tabor
Poražena Igor in Vladimir sta ujetnika polovskega kana Končaka. Polovska dekleta skušajo razvedriti kanovo hčer Končakovo, ta pa je poglobljena v misli na Vladimirja, kateremu želi izpovedati ljubezen. Ko se spusti noč se srečata in si obljubljata ljubezen.  Njuno sanjarjenje prekine Igor, ki težko prenaša sramoto poraza in hrepeni po svobodi, da bi lahko nadaljeval boje. Spominja se na svojo ženo, nakar k njemu pristopi Ovlur in mu ponudi možnost za pobeg. Igor ga zavrne, saj pobeg razume kot nečastno dejanje. Kan Končak se v tabor vrača z bogatim lovskim plenom. Igorja pogosti in mu celo obljubi svobodo v zameno za obljubo, da se ne bo bojeval proti Polovcem. Igor zavrne tudi to ponudbo, Kan pa je navdušen nad njegovim pogumom.

### Četrto dejanje
Pri pokopališču uničenega Putivlja
Jaroslavna opusti vsako upanje, da se bo Igor vrnil in obžaluje usodo sebe in dežele. Njeno tožbo spremlja pesem mimoidočih vaščanov, ki objokujejo svojo požgano zemljo. Jaroslavna nenadoma zagleda dva jezdeca, za katera kasneje ugotovi, da sta Igor in Ovlurij, ki je knezu pomagal zbežati. Vsi prisotni praznujejo Igorjevo vrnitev.